# Jimmy Quinn (calciatore 1959)
James Martin Quinn, detto Jimmy (Belfast, 18 novembre 1959), è un allenatore di calcio ed ex calciatore nordirlandese, di ruolo attaccante.

## Palmarès

### Club

#### Competizioni nazionali
- Second Division: 1

Reading: 1993-1994

### Individuale
- Capocannoniere della terza divisione inglese: 1

1993-1994 (35 reti)